# Georg Pauli
Georg Vilhelm Pauli (Jönköping, 2 luglio 1855 – Stoccolma, 28 novembre 1935) è stato un pittore svedese, noto per  i suoi affreschi e i suoi soggetti maschili. Egli scrisse inoltre dei libri relativi all'arte.

## Biografia
Il padre August Ferdinand Pauli (1815-1904) era un farmacista e un industriale. La sua famiglia discendeva dal generale luogotenente Wilhelm Pauli, che a sua volta discendeva da una famiglia italiana che era partita dalla penisola sotto il patrocinio dell'imperatore Rodolfo II, all'inizio della guerra dei trent'anni, e poi era giunta in Svezia, dove venne accettata nella nobiltà nel 1625.

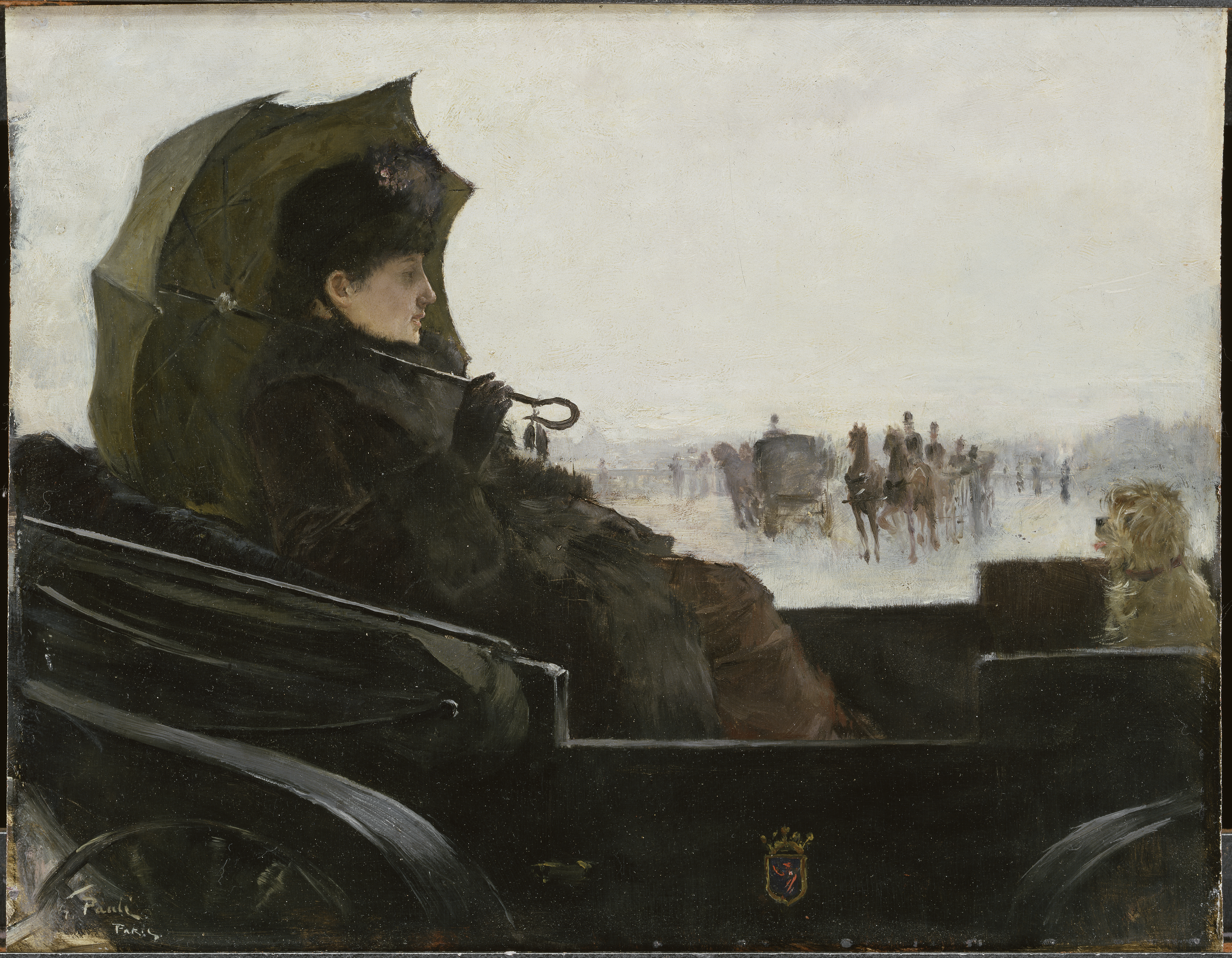
Donna sul landò, 1881-1883

In origine egli studiò all'accademia reale svedese delle Belle Arti tra gli anni Settanta e Ottanta del secolo, poi fece vari viaggi di studio all'estero, in particolar modo a Parigi (che ispirò l'ambientazione del quadro Donna sul landò) e in Italia. In seguito divenne un insegnante all'accademia Valand gotemburghese.

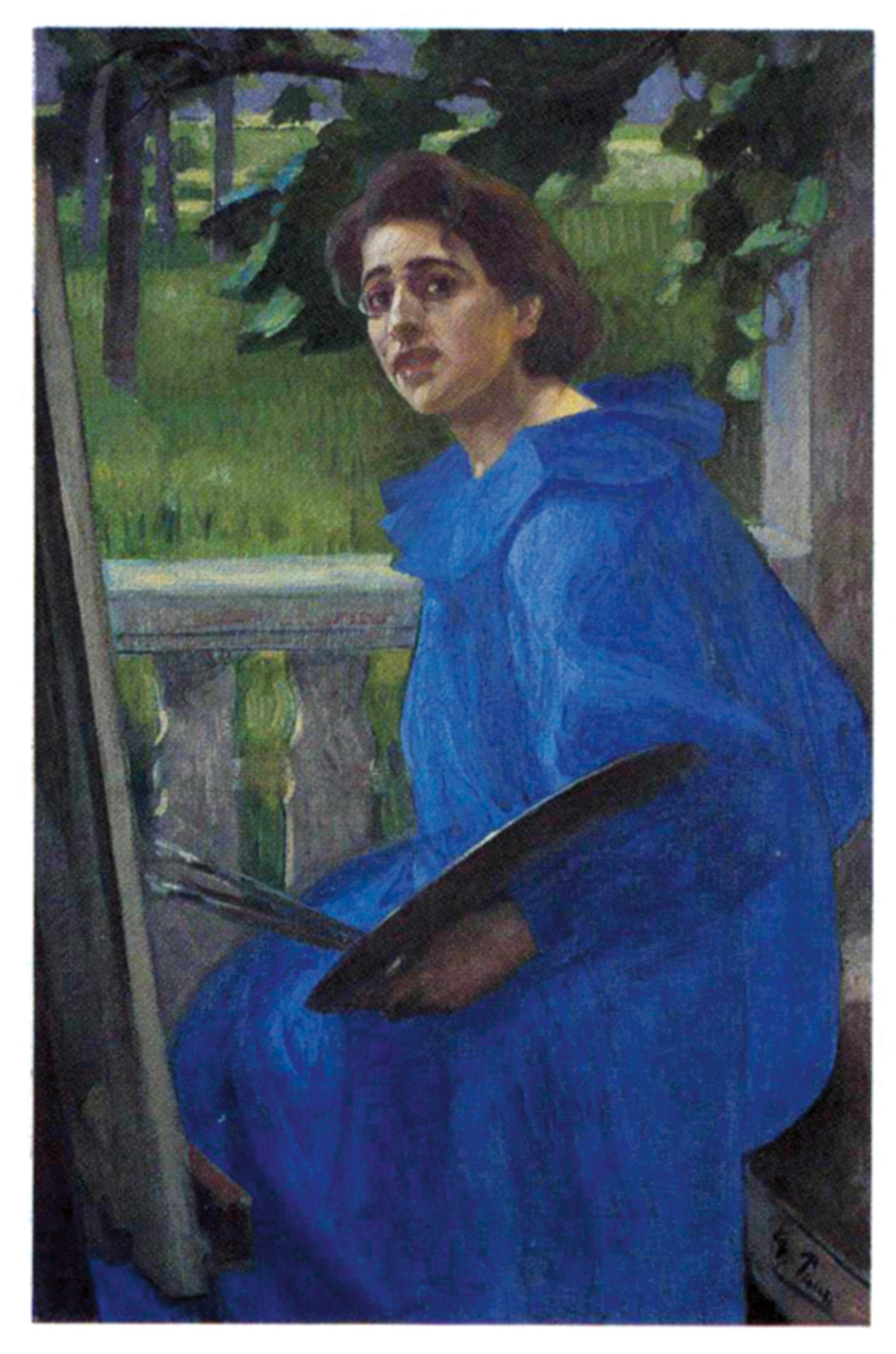
Ritratto di Hanna Pauli, 1896

Nel 1887, sposò la sua collega pittrice, Hanna Hirsch. Nel 1905, la coppia si trasferì in una villa dove poter anche dipingere, la "Villa Pauli", progettata da Albin Brag a Storängen, presso Nacka. I due vissero lì per tutta la vita.
Nel 1911, Georg Pauli si recò a Parigi per studiare arte contemporanea e conobbe il cubismo di André Lhote, divenendone un allievo all'età di 56 anni. Tra il settembre del 1920 e quello dell'anno seguente, i coniugi Pauli fecero un viaggio per l'Europa e il Nordafrica: dapprima scesero in Italia, dove rimasero per alcuni mesi, quindi si imbarcarono a Capri alla volta di Tunisi, da dove si fecero delle deviazioni nell'entroterra della regione; in seguito, arrivarono in Algeria, dove visitarono Algeri e Orano, e poi attraversarono lo stretto di Gibilterra e ritornarono a Parigi risalendo la Spagna. Hanna rimase per un po' in Danimarca, mentre Georg decise di visitare la Norvegia.
Egli passò gran parte del suo tempo a dipingere delle decorazioni, come gli affreschi della casa delle Indie Orientali (in svedese: Ostindiska huset), oggi la sede del museo della città di Gotemburgo, la Södermalms läroverk (oggi nota come Södra Latin, una scuola secondaria) e la Östra Real, un'altra scuola secondaria. Per la scuola secondaria Per Brahe, nella sua città natale, realizzò dei dipinti murali in stile cubista che allora furono molto controversi. Delle opere simili si trovano al municipio di Stoccolma e al teatro reale drammatico, che possiede un ristorante con delle sue opere noto in svedese come "Restaurang Pauli". Egli realizzò inoltre delle pitture murali minori al quartier generale della Svenska Handelsbanken e al Waldemarsudde per il principe Eugenio.

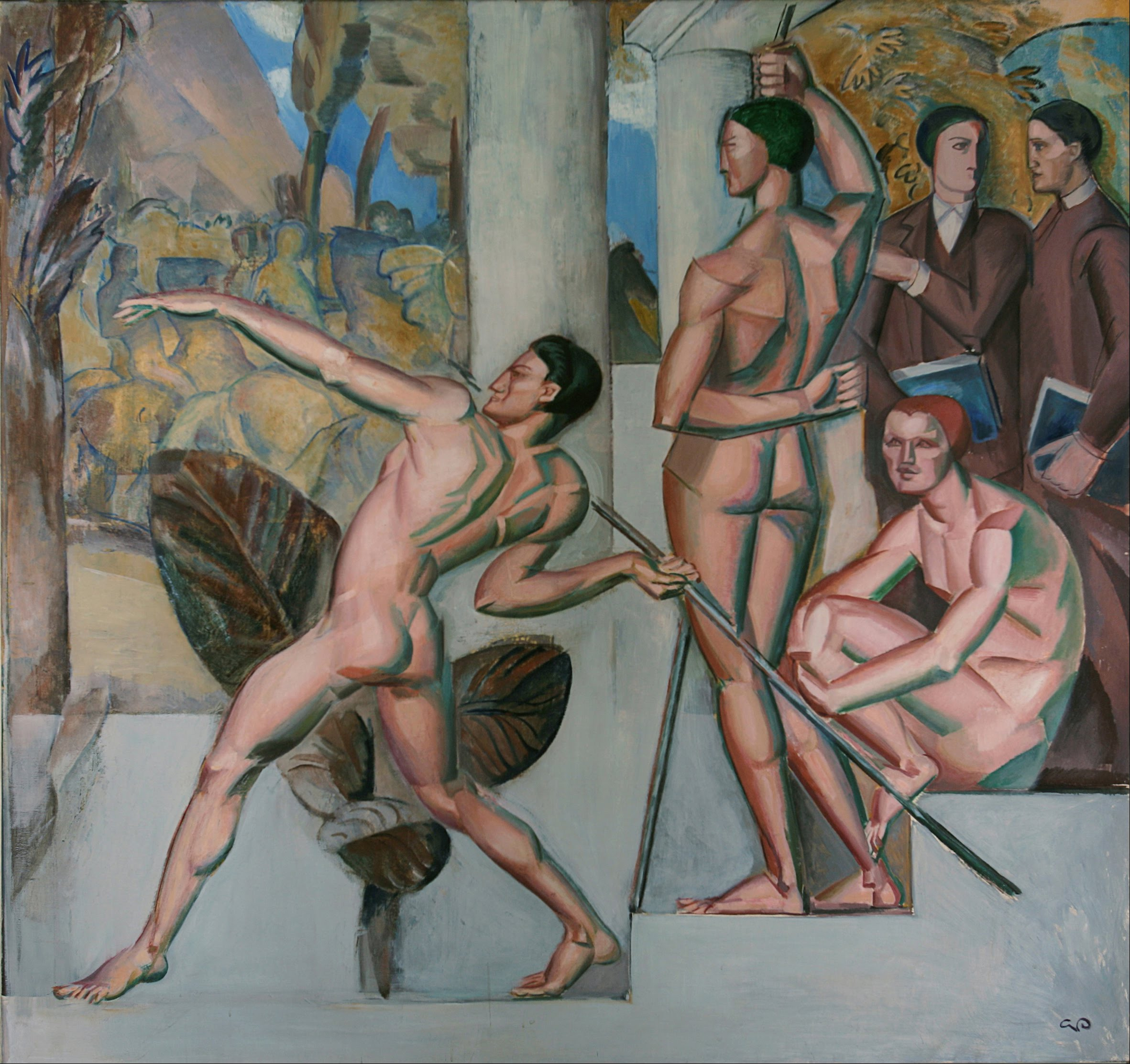
Mens sana in corpore sano, 1912

Tra i soggetti preferiti dell'artista spicca il nudo maschile: nel corso della sua vita Georg Pauli realizzò spesso dei dipinti aventi come soggetto dei bagnanti o degli atleti classici, come Mens sana in corpore sano, del 1912. Egli fu anche l'autore di alcune illustrazioni per le saghe di Selma Lagerlöf.
Egli faceva parte degli Opponenterna ("Gli oppositori"), un gruppo di artisti che si opponevano ai metodi di insegnamento all'accademia reale. Oltre a dipingere, Georg scrisse varie opere storico-biografiche, come Ernst Josephson (1903 e 1914), Konstnärslif och om konst ("Vita d'artista e sull'arte", 1913), I Paris, nya konstens källa ("A Parigi, la fonte della nuova arte", 1915), Väggmåleri (1920) e Prins Eugen ("Principe Eugenio", 1925). Inoltre egli scrisse un libro di memorie sugli artisti di un tempo ai quali si opponeva I vår ungdom (1925) e delle storie sui suoi viaggi, En målares resa ("Il viaggio di un pittore", 1922). Dal 1917 al 1921 pubblicò una rivista d'arte intitolata Flamman (da non confondersi con il giornale socialista omonimo).
Georg Pauli morì nel 1935 e venne sepolto nel cimitero di Nacka. Attualmente molte sue opere si possono trovare al museo nazionale svedese, al museo nordico, al museo d'arte di Kalmar, alla biblioteca universitaria di Uppsala e al museo d'arte di Gotemburgo.

## Opere

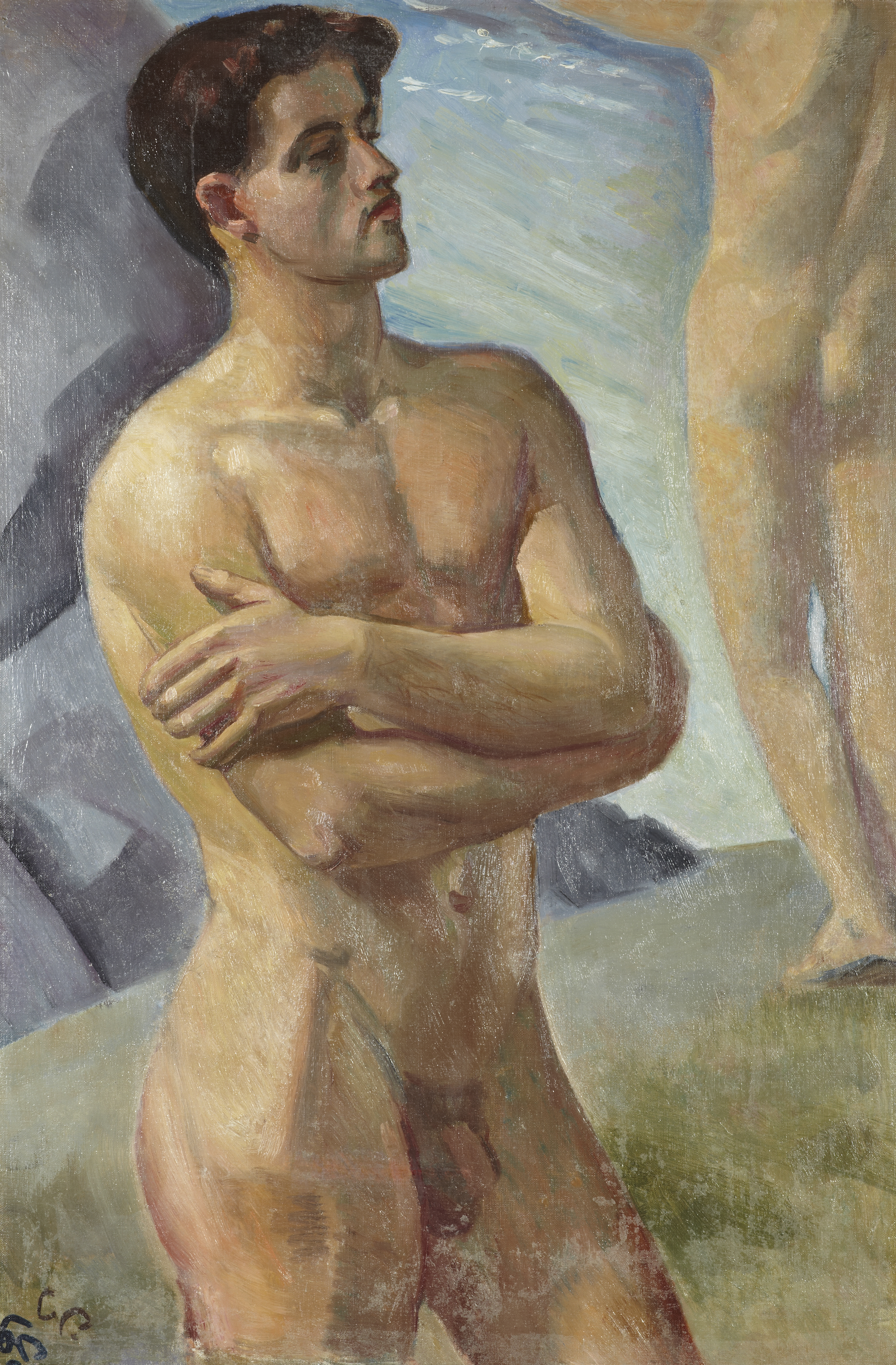
Bagnante, 1910 circa

- Donna sul landò, 1881-1883
- Terme romane, 1881
- Terme romane, 1882 circa
- Giardino a Grez, 1884
- La merlettaia, 1885
- Ritratto della fidanzata, 1887
- Ritratto di Hanna Pauli, 1896
- Göran sull'erba verde, 1897
- Vännerna, 1907
- Bagnante, 1910 circa
- Mens sana in corpore sano, 1912
- Bagnanti, 1933

## Galleria d'immagini

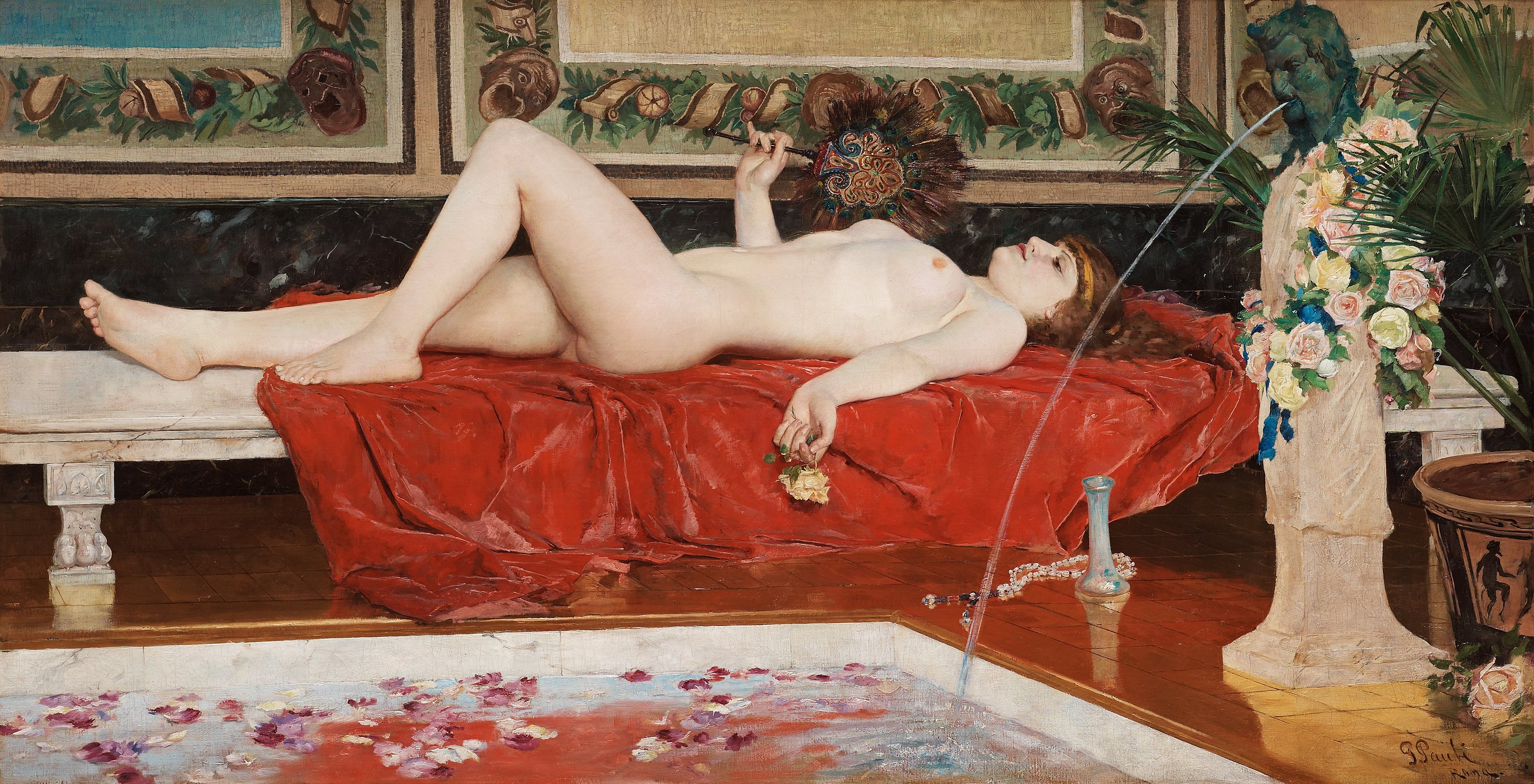
Terme romane, 1881
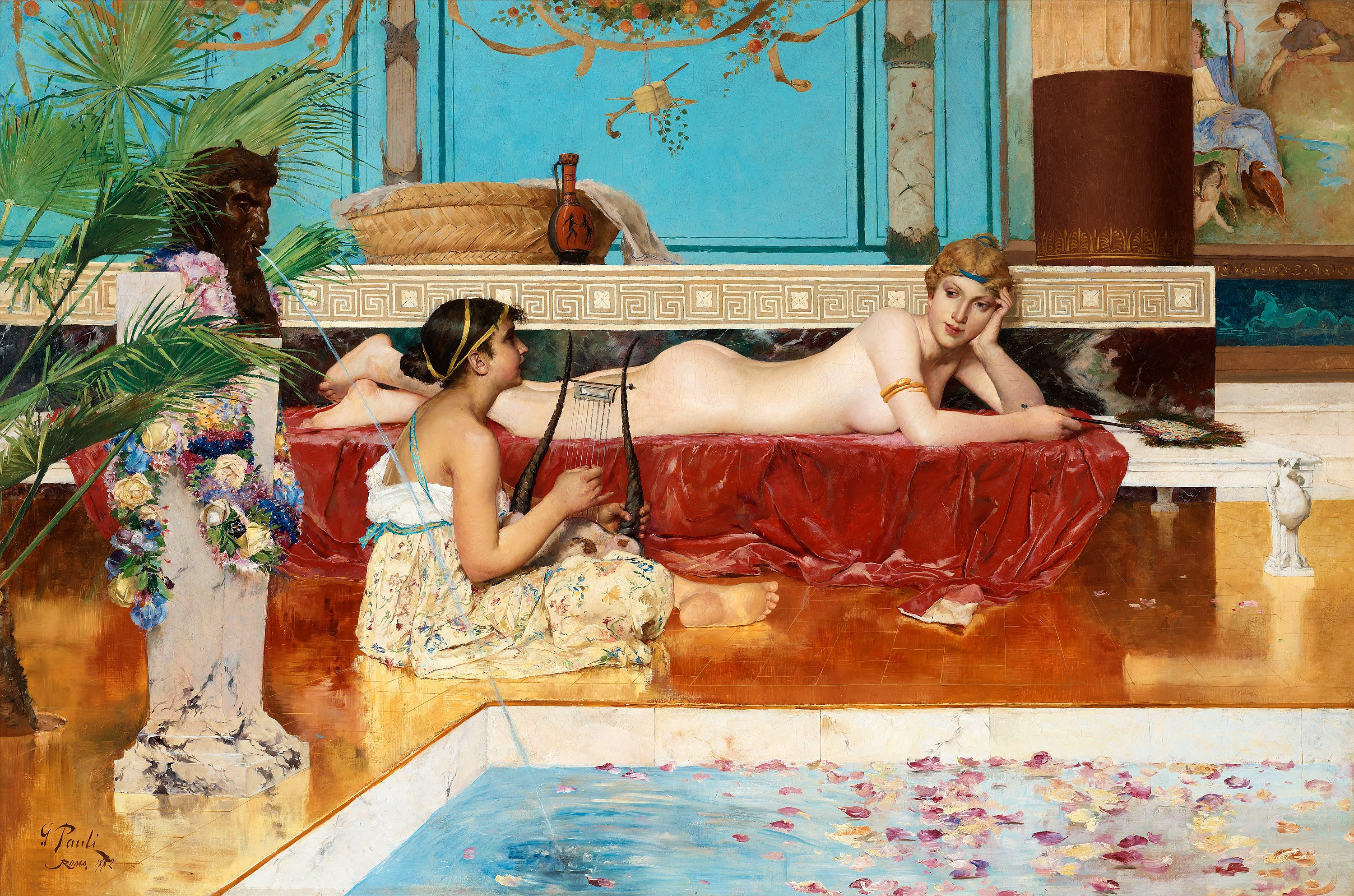
Terme romane, 1882 circa
La merlettaia, 1885
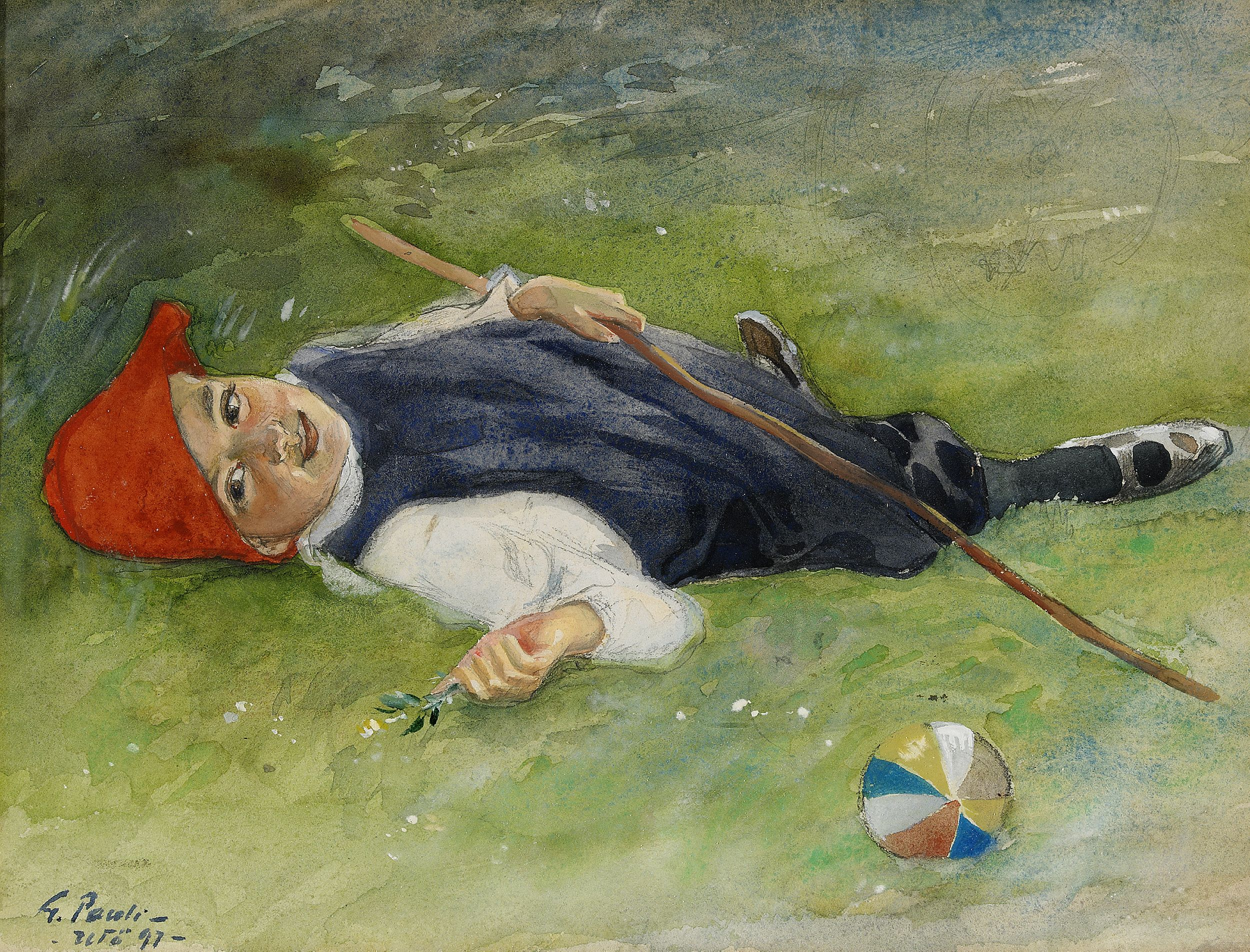
Göran sull'erba verde, 1897 (acquerello)
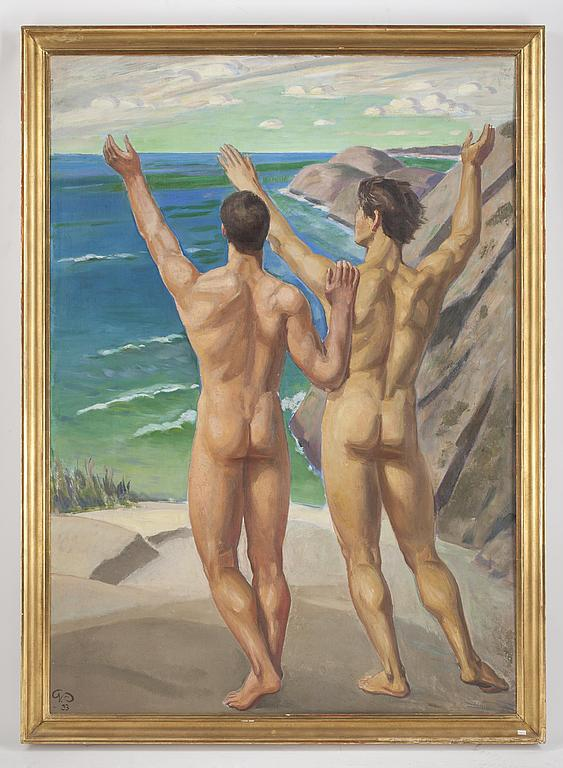
Bagnanti, 1933